# Остравский трамвай
Трамвайное движение в Остраве открылось 18 августа 1894 года, когда по первой в городе трамвайной линии началось движение парового трамвая.
Остравская трамвайная сеть — третья по протяженности линия в стране после пражской и трамвая Брно), а по совокупности числа линий и их длины — вторая после пражской.
Трамвайную коммуникацию в Остраве, третьем по величине чешском городе, обслуживает Dopravní podnik Ostrava (ДПО, с чеш. — «Транспортное предприятие Остравы»). Трамвай — один из трёх (также автобус и троллейбус) видов городского транспорта в Остраве.
ДПО обслуживает трамвайные коммуникации протяжённостью 65,7 км полотна. По городу курсируют семнадцать обычных трамвайных линий, обозначенных номерами с 1 до 14 и 17 (дневные линии), и 18 и 19 (ночные линии) общей длиной 207,5 км.

## Трамвайный парк
| Фотография | Тип                     | Начало эксплуатации | Окончание эксплуатации | Судьба модели                                                                               |
| ---------- | ----------------------- | ------------------- | ---------------------- | ------------------------------------------------------------------------------------------- |
|            | Tatra T3                | 1965                |                        |                                                                                             |
|            | Tatra K2                | 1967                | 2018                   | Осталось 2 экскурсионных                                                                    |
|            | Tatra KT8D5.N1          | 1989                |                        |                                                                                             |
|            | Tatra T6A5              | 1994                | 2023                   | Проданы в Конотоп , трамвай 1135 продан в Днепр , трамвай 1111 экскурсионный                |
|            | Škoda 03 T              | 1998                |                        |                                                                                             |
|            | Inekon 01 Trio          | 2002                |                        |                                                                                             |
|            | VV60LF                  | 2005                | 2022                   | Всего было 2 трамвая , остался 1 музейный , последний трамвай VV60LF работал до ноября 2022 |
|            | Vario LF                | 2005                |                        |                                                                                             |
|            | Vario LF3               | 2006                |                        |                                                                                             |
|            | Vario LF2               | 2007                |                        |                                                                                             |
|            | Vario LF3/2             | 2008                |                        |                                                                                             |
|            | Stadler Tango NF2       | 2018                |                        |                                                                                             |
|            | Škoda 39T ForCity Smart | 2021                |                        |                                                                                             |